# Grézels
Grézels est une commune française située dans le sud-ouest du département du Lot, en région Occitanie.
Elle est également dans le Quercy Blanc, une région naturelle correspondant à la partie méridionale du Quercy, devant son nom à ses calcaires lacustres du Tertiaire.
Exposée à un climat océanique altéré, elle est drainée par le Lot, le ruisseau de Saint-Matré et par divers autres petits cours d'eau. La commune possède un patrimoine naturel remarquable composé de trois zones naturelles d'intérêt écologique, faunistique et floristique.
Grézels est une commune rurale qui compte 235 habitants en 2022, après avoir connu un pic de population de 767 habitants en 1831. Ses habitants sont appelés les Grezelois ou  Grezeloises.

## Géographie
Commune située dans le Quercy, sur la rive sud  du Lot, située à l'ouest de Cahors. Elle s'étend de la plaine du Lot jusqu'en haut de Cévennes (collines abruptes) qui domine la vallée.

### Communes limitrophes
Grézels est limitrophe de six autres communes.
Les communes limitrophes sont  Bélaye, Floressas, Lagardelle, Pescadoires, Porte-du-Quercy et Puy-l'Évêque.
| Puy-l'Évêque | Pescadoires | Lagardelle |
| Floressas    | Grézels     |            |
|              | Le Boulvé   | Bélaye     |

### Hydrographie
La commune est située au bord d'un méandre formé par le Lot qui lui sert de frontière naturelle dans sa partie nord-ouest avec la commune de Puy-l'Évêque. Elle est aussi arrosée par le Ruisseau de Saint-Matré un de ses affluents.

### Géologie et relief
La superficie de la commune est de 1 079 hectares ; son altitude varie de 80  à   256 mètres.

### Voies de communication et transports
Accès avec la RD 811 (ex RN 111) puis prendre la route départementale D 207 ou la D 44 et D 8.

### Climat
Pour des articles plus généraux, voir Climat de l'Occitanie et Climat du Lot.
En 2010, le climat de la commune est de type climat océanique altéré, selon une étude s'appuyant sur une série de données couvrant la période 1971-2000. En 2020, Météo-France publie une typologie des climats de la France métropolitaine dans laquelle la commune est toujours exposée à un climat océanique altéré et est dans la région climatique Aquitaine, Gascogne, caractérisée par une pluviométrie abondante au printemps, modérée en automne, un faible ensoleillement au printemps, un été chaud (19,5 °C), des vents faibles, des brouillards fréquents en automne et en hiver et des orages fréquents en été (15 à 20 jours).
Pour la période 1971-2000, la température annuelle moyenne est de 12,5 °C, avec une amplitude thermique annuelle de 15,7 °C. Le cumul annuel moyen de précipitations est de 857 mm, avec 11,6 jours de précipitations en janvier et 6,7 jours en juillet. Pour la période 1991-2020, la température moyenne annuelle observée sur la station météorologique la plus proche, située sur la commune d'Anglars-Juillac à 4 km à vol d'oiseau, est de 13,5 °C et le cumul annuel moyen de précipitations est de 822,6 mm,. Pour l'avenir, les paramètres climatiques de la commune estimés pour 2050 selon différents scénarios d’émission de gaz à effet de serre sont consultables sur un site dédié publié par Météo-France en novembre 2022.

### Milieux naturels et biodiversité

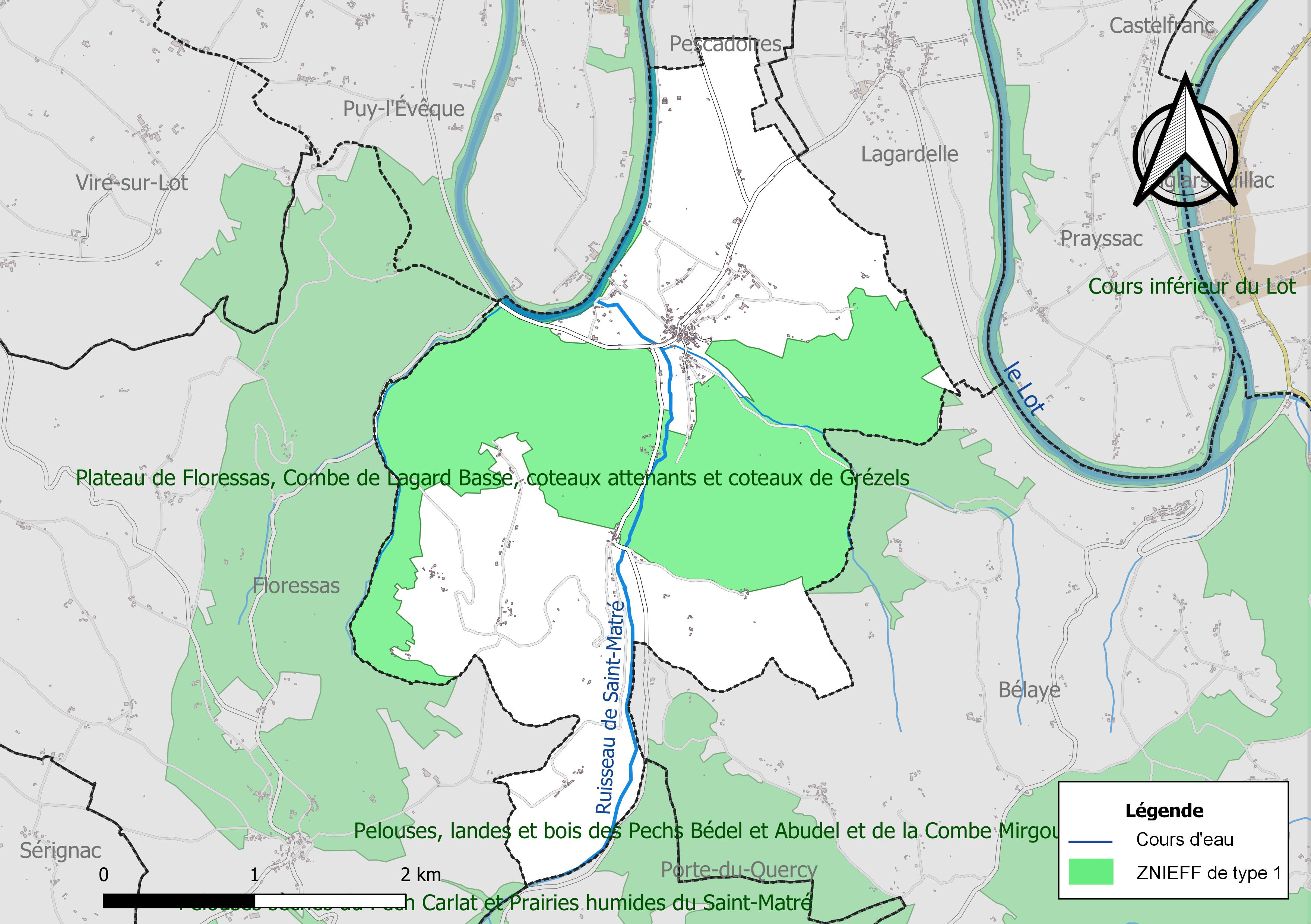
Carte des ZNIEFF de type 1 localisées sur la commune.

L’inventaire des zones naturelles d'intérêt écologique, faunistique et floristique (ZNIEFF) a pour objectif de réaliser une couverture des zones les plus intéressantes sur le plan écologique, essentiellement dans la perspective d’améliorer la connaissance du patrimoine naturel national et de fournir aux différents décideurs un outil d’aide à la prise en compte de l’environnement dans l’aménagement du territoire.
Trois ZNIEFF de type 1 sont recensées sur la commune :
- le « cours inférieur du Lot » (1 209 ha), couvrant 25 communes dont 23 dans le Lot et deux dans le Lot-et-Garonne[10] ;
- les « pelouses sèches du pech Carlat et prairies humides du Saint-Matré » (134 ha), couvrant 4 communes du département[11],
- le « plateau de Floressas, combe de Lagard Basse, coteaux attenants et coteaux de Grézels » (1 114 ha), couvrant 6 communes du département[12] ;

## Urbanisme

### Typologie
Au 1er janvier 2024, Grézels est catégorisée commune rurale à habitat très dispersé, selon la nouvelle grille communale de densité à sept niveaux définie par l'Insee en 2022.
Elle est située hors unité urbaine et hors attraction des villes,.

### Occupation des sols
L'occupation des sols de la commune, telle qu'elle ressort de la base de données européenne d’occupation biophysique des sols Corine Land Cover (CLC), est marquée par l'importance des forêts et milieux semi-naturels (67,8 % en 2018), une proportion identique à celle de 1990 (67,8 %). La répartition détaillée en 2018 est la suivante : 
forêts (54,6 %), milieux à végétation arbustive et/ou herbacée (13,2 %), zones agricoles hétérogènes (11,1 %), terres arables (8 %), prairies (6,3 %), cultures permanentes (5,7 %), eaux continentales (1,2 %). L'évolution de l’occupation des sols de la commune et de ses infrastructures peut être observée sur les différentes représentations cartographiques du territoire : la carte de Cassini (XVIIIe siècle), la carte d'état-major (1820-1866) et les cartes ou photos aériennes de l'IGN pour la période actuelle (1950 à aujourd'hui).

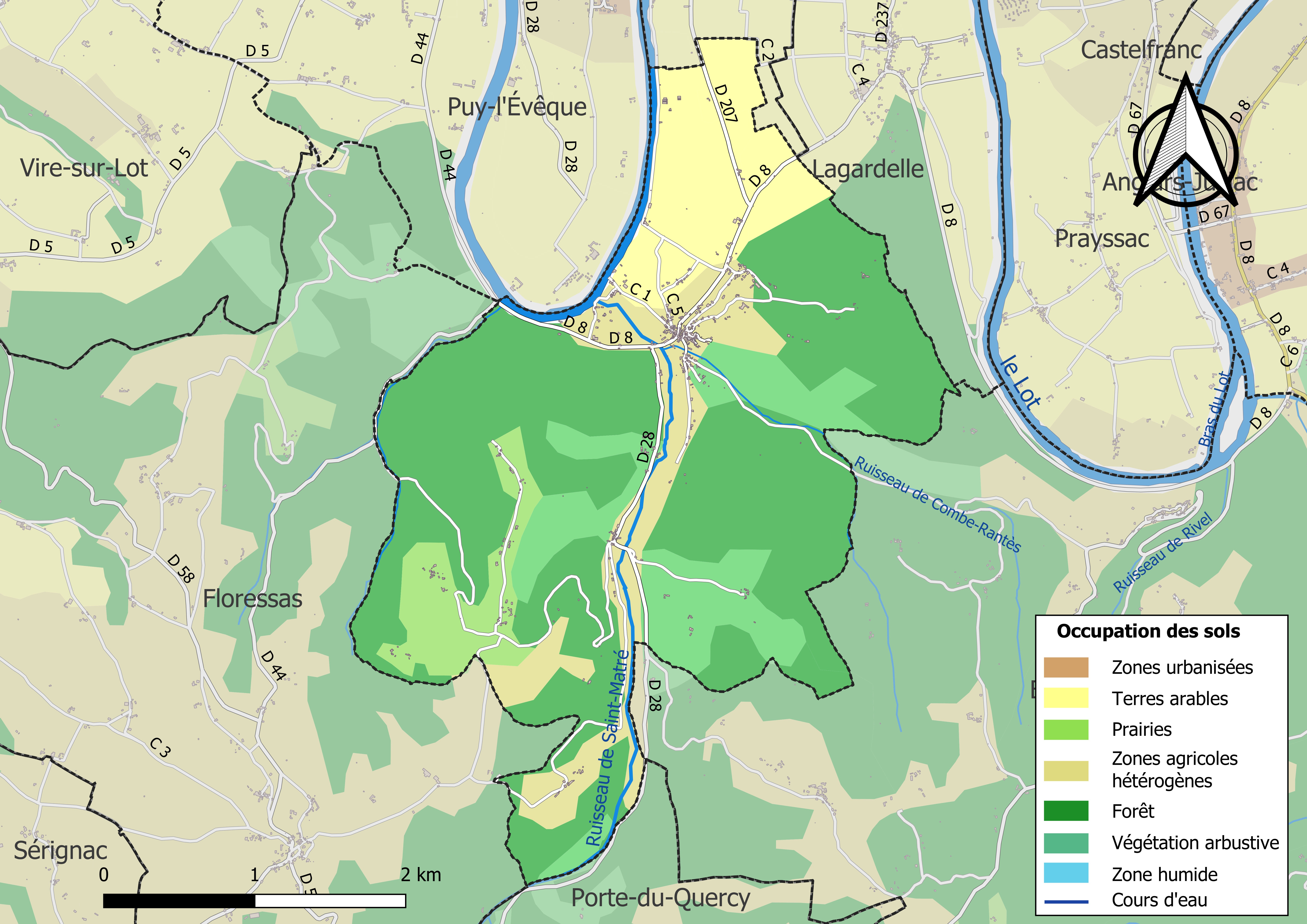
Carte des infrastructures et de l'occupation des sols de la commune en 2018 (CLC).

### Risques majeurs
Le territoire de la commune de Grézels est vulnérable à différents aléas naturels : météorologiques (tempête, orage, neige, grand froid, canicule ou sécheresse), inondations, feux de forêts, mouvements de terrains et séisme (sismicité très faible). Il est également exposé à un risque technologique, la rupture d'un barrage. Un site publié par le BRGM permet d'évaluer simplement et rapidement les risques d'un bien localisé soit par son adresse soit par le numéro de sa parcelle.

#### Risques naturels
Certaines parties du territoire communal sont susceptibles d’être affectées par le risque d’inondation par débordement de cours d'eau, notamment le Lot et le ruisseau de Saint-Matré. La cartographie des zones inondables en ex-Midi-Pyrénées réalisée dans le cadre du XIe Contrat de plan État-région, visant à informer les citoyens et les décideurs sur le risque d’inondation, est accessible sur le site de la DREAL Occitanie. La commune a été reconnue en état de catastrophe naturelle au titre des dommages causés par les inondations et coulées de boue survenues en 1982, 1996, 1999, 2003 et 2007,.
Grézels est exposée au risque de feu de forêt. Un plan départemental de protection des forêts contre les incendies a été approuvé par arrêté préfectoral le 30 novembre 2015 pour la période 2015-2025. Les propriétaires doivent ainsi couper les broussailles, les arbustes et les branches basses sur une profondeur de 50 mètres, aux abords des constructions, chantiers, travaux et installations de toute nature, situées à moins de 200 mètres de terrains en nature
de bois, forêts, plantations, reboisements, landes ou friches. Le brûlage des déchets issus de l’entretien des parcs et jardins des ménages et des collectivités est interdit. L’écobuage est également interdit, ainsi que les feux de type méchouis et barbecues, à l’exception de ceux prévus dans des installations fixes (non situées sous couvert d'arbres) constituant une dépendance d'habitation.

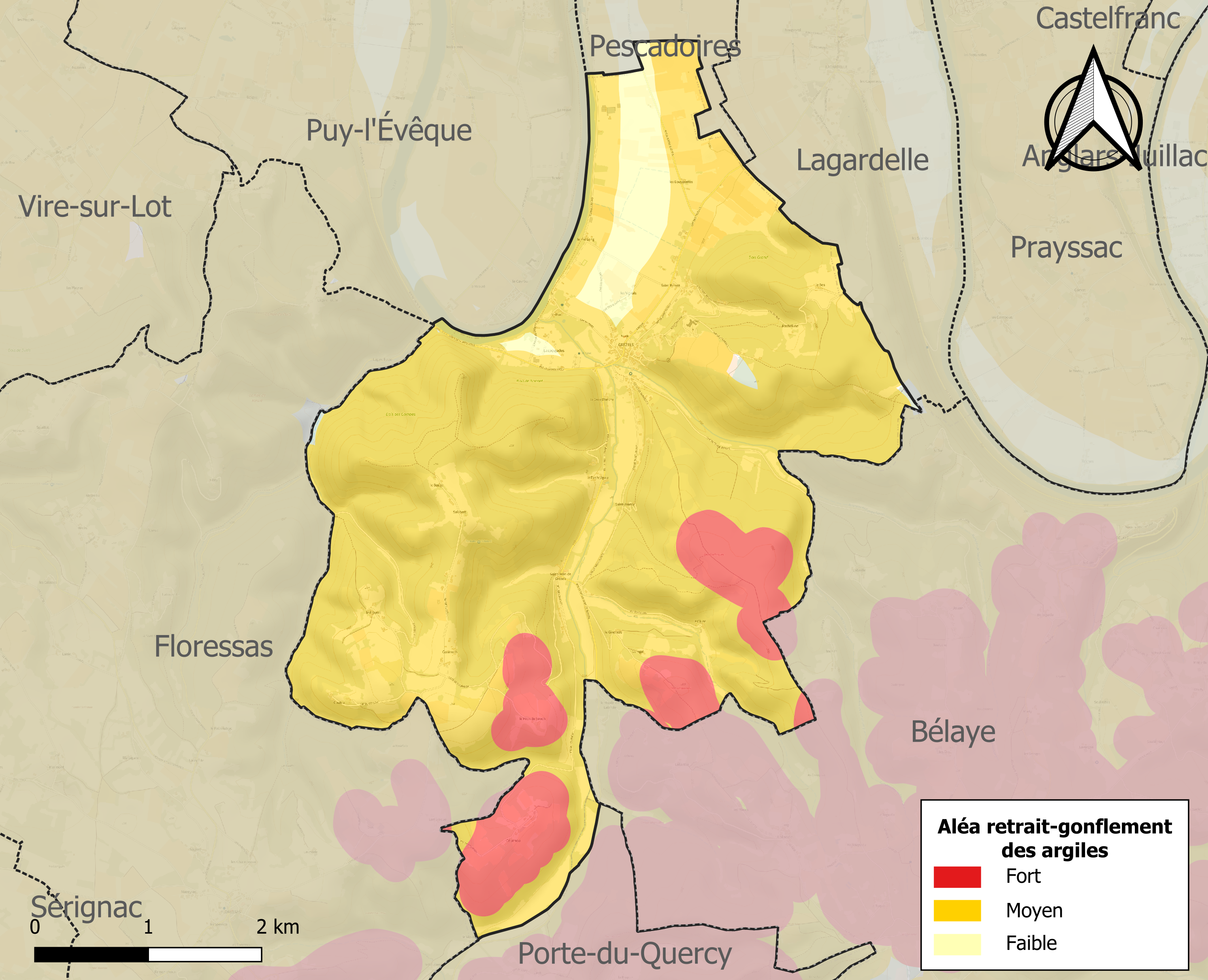
Carte des zones d'aléa retrait-gonflement des sols argileux de Grézels.

Les mouvements de terrains susceptibles de se produire sur la commune sont des affaissements et effondrements liés aux cavités souterraines (hors mines), des éboulements, chutes de pierres et de blocs, des glissements de terrain et des tassements différentiels. Par ailleurs, afin de mieux appréhender le risque d’affaissement de terrain, l'inventaire national des cavités souterraines permet de localiser celles situées sur la commune.
Le retrait-gonflement des sols argileux est susceptible d'engendrer des dommages importants aux bâtiments en cas d’alternance de périodes de sécheresse et de pluie. 95,1 % de la superficie communale est en aléa moyen ou fort (67,7 % au niveau départemental et 48,5 % au niveau national). Sur les 219 bâtiments dénombrés sur la commune en 2019, 211 sont en aléa moyen ou fort, soit 96 %, à comparer aux 72 % au niveau départemental et 54 % au niveau national. Une cartographie de l'exposition du territoire national au retrait gonflement des sols argileux est disponible sur le site du BRGM,.
Par ailleurs, afin de mieux appréhender le risque d’affaissement de terrain, l'inventaire national des cavités souterraines permet de localiser celles situées sur la commune.
Concernant les mouvements de terrains, la commune a été reconnue en état de catastrophe naturelle au titre des dommages causés par la sécheresse en 1989 et 2002 et par des mouvements de terrain en 1999 et 2014.

#### Risques technologiques
La commune est en outre située en aval des barrages de Grandval et de Sarrans, des ouvrages de classe A disposant d'une retenue de respectivement 270,6 millions et 296 millions de mètres cubes. À ce titre, elle est susceptible d’être touchée par l’onde de submersion consécutive à la rupture d'un de ces ouvrages.

## Toponymie
Le toponyme Grézels formé de gres et du suffixe diminutif -el. Il est dérivé du germanique griot, greot ou grés. Ces mots désignent sur le causse un lieu dont le sol pauvre est constitué de peu de terre et de petits cailloux.

## Histoire
L'histoire de Grézels est liée au château de la Coste.
Ce château a été construit au XIIIe siècle. Il faisait partie d'un réseau de tours surveillant l'entrée occidentale des terres épiscopales qui allaient de Puy-l'Évêque à Cahors (dont Puy-l'Évêque, Lagardelle et Belaye). Il fut donné à la famille Guiscard (descendants des Hauteville, une famille d'aventuriers normands) pour services rendus pendant la Croisade contre les Albigeois. Ce château (en fait, pas beaucoup plus qu'une tour) fut endommagé pendant la guerre de Cent Ans.
Il a connu une première restauration au XIVe siècle mais, comme les Guiscard étaient catholiques, les protestants d'Henri de Navarre (futur Henri IV) le pillèrent.
Il fut complètement transformé au XVIIe et tomba à l'abandon après la Révolution (vendu comme bien national). Il faudra attendre 1960 et les propriétaires actuels pour qu'il connaisse une véritable restauration de la version du XVIIe siècle, pas encore intégralement achevée.
Le village, d'abord sous le château, descendit dans la plaine du lot, attiré par la grande activité aux abords de la rivière, jusqu'à l'avènement du chemin de fer.

## Politique et administration

### Administration municipale
Le nombre d'habitants au recensement de 2011 étant compris entre 100 et 499, le nombre de membres du conseil municipal pour l'élection de 2014 est de onze,.

### Rattachements administratifs et électoraux
Commune faisant partie de l'arrondissement de Cahors de la communauté de communes de la Vallée du Lot et du Vignoble et du canton de Puy-l'Évêque.

### Liste des maires
| Période                                  | Période  | Identité                       | Étiquette | Qualité |
| ---------------------------------------- | -------- | ------------------------------ | --------- | ------- |
| 1790                                     | 1791     | Louis Garrigou                 |           |         |
| 1791                                     | 1813     | François Raymond Boscas        |           |         |
| 1813                                     | 1818     | Raymond Hilaire Etienne Boscas |           |         |
| 1818                                     | 1830     | Jean-baptiste Boscas           |           |         |
| 1830                                     | 1843     | François Carrié                |           |         |
| 1843                                     | 1845     | Arnaud Bernadou                |           |         |
| 1845                                     | 1846     | Antoine Aldebert               |           |         |
| 1846                                     | 1860     | Jean Prady                     |           |         |
| 1860                                     | 1876     | Jean Jacques Dieudonné Prady   |           |         |
| 1876                                     | 1910     | Charles Léonce Carrié          |           |         |
| 1910                                     | 1924     | Jean Félix Molinié             |           |         |
| 1924                                     | 1929     | Théophile Roussy               |           |         |
| 1929                                     | 1948     | Léonce Nouvel                  |           |         |
| 1948                                     | 1953     | Edmond Quenot                  |           |         |
| 1953                                     | 1977     | Maurice Coutrix                |           |         |
| 1977                                     | 2001     | Michel Roux                    |           |         |
| 2001                                     | 2004     | Pierre Carrié                  |           |         |
| 2004                                     | 2020     | Nicole Leclerc-Bortot          |           |         |
| 2020                                     | En cours | Sébastien Perez                |           |         |
| Les données manquantes sont à compléter. |          |                                |           |         |

## Population et société

### Démographie
L'évolution du nombre d'habitants est connue à travers les recensements de la population effectués dans la commune depuis 1793. Pour les communes de moins de 10 000 habitants, une enquête de recensement portant sur toute la population est réalisée tous les cinq ans, les populations de référence des années intermédiaires étant quant à elles estimées par interpolation ou extrapolation. Pour la commune, le premier recensement exhaustif entrant dans le cadre du nouveau dispositif a été réalisé en 2006.

En 2022, la commune comptait 235 habitants, en évolution de +4,91 % par rapport à 2016 (Lot : +1,31 %, France hors Mayotte : +2,11 %).
| 1793 | 1800 | 1806 | 1821 | 1831 | 1836 | 1841 | 1846 | 1851 |
| ---- | ---- | ---- | ---- | ---- | ---- | ---- | ---- | ---- |
| 640  | 720  | 718  | 767  | 767  | 741  | 719  | 678  | 702  |

| 1856 | 1861 | 1866 | 1872 | 1876 | 1881 | 1886 | 1891 | 1896 |
| ---- | ---- | ---- | ---- | ---- | ---- | ---- | ---- | ---- |
| 664  | 662  | 683  | 651  | 648  | 605  | 580  | 531  | 523  |

| 1901 | 1906 | 1911 | 1921 | 1926 | 1931 | 1936 | 1946 | 1954 |
| ---- | ---- | ---- | ---- | ---- | ---- | ---- | ---- | ---- |
| 486  | 462  | 381  | 338  | 318  | 321  | 321  | 322  | 295  |

| 1962 | 1968 | 1975 | 1982 | 1990 | 1999 | 2006 | 2011 | 2016 |
| ---- | ---- | ---- | ---- | ---- | ---- | ---- | ---- | ---- |
| 286  | 275  | 235  | 255  | 243  | 265  | 221  | 257  | 224  |

| 2021 | 2022 | - | - | - | - | - | - | - |
| ---- | ---- | - | - | - | - | - | - | - |
| 231  | 235  | - | - | - | - | - | - | - |

| selon la population municipale des années : | 1968 | 1975 | 1982 | 1990 | 1999 | 2006 | 2009 | 2013 |
| Rang de la commune dans le département      | 131  | 181  | 157  | 156  | 170  | 191  | 193  | 175  |
| Nombre de communes du département           | 340  | 340  | 340  | 340  | 340  | 340  | 340  | 340  |

### Enseignement
Grézels fait partie de l'académie de Toulouse.

### Activités sportives
Chasse, pétanque,

## Économie

### Revenus
En 2018, la commune compte 109 ménages fiscaux, regroupant 210 personnes. La médiane du revenu disponible par unité de consommation est de 21 190 € (20 740 € dans le département).

### Emploi
|                | 2008  | 2013  | 2018  |
| -------------- | ----- | ----- | ----- |
| Commune        | 5 %   | 9,1 % | 10 %  |
| Département    | 7,3 % | 8,9 % | 9,6 % |
| France entière | 8,3 % | 10 %  | 10 %  |

En 2018, la population âgée de 15 à 64 ans s'élève à 129 personnes, parmi lesquelles on compte 72 % d'actifs (62,1 % ayant un emploi et 10 % de chômeurs) et 28 % d'inactifs,. En  2018, le taux de chômage communal (au sens du recensement) des 15-64 ans est supérieur à celui du département et de la France, alors qu'en 2008 la situation était inverse.
La commune est hors attraction des villes,. Elle compte 50 emplois en 2018, contre 44 en 2013 et 49 en 2008. Le nombre d'actifs ayant un emploi résidant dans la commune est de 85, soit un indicateur de concentration d'emploi de 58,6 % et un taux d'activité parmi les 15 ans ou plus de 47,8 %.
Sur ces 85 actifs de 15 ans ou plus ayant un emploi, 29 travaillent dans la commune, soit 34 % des habitants. Pour se rendre au travail, 82,5 % des habitants utilisent un véhicule personnel ou de fonction à quatre roues, 9,2 % s'y rendent en deux-roues, à vélo ou à pied et 8,2 % n'ont pas besoin de transport (travail au domicile).

### Activités hors agriculture
20 établissements sont implantés  à Grézels au 31 décembre 2019.
Le secteur du commerce de gros et de détail, des transports, de l'hébergement et de la restauration est prépondérant sur la commune puisqu'il représente 25 % du nombre total d'établissements de la commune (5 sur les 20 entreprises implantées  à Grézels), contre 29,9 % au niveau départemental.

### Agriculture
La commune est dans la vallée du Lot », une petite région agricole s'étendant d'est en ouest et de part et d'autre du cours du Lot, particulièrement réputée pour ses vignes, celles du vignoble de Cahors plus précisément. En 2020, l'orientation technico-économique de l'agriculture  sur la commune est la culture de fruits ou d'autres cultures permanentes.
|               | 1988 | 2000 | 2010 | 2020 |
| ------------- | ---- | ---- | ---- | ---- |
| Exploitations | 15   | 13   | 11   | 10   |
| SAU (ha)      | 230  | 250  | 250  | 170  |

Le nombre d'exploitations agricoles en activité et ayant leur siège dans la commune est passé de 15 lors du recensement agricole de 1988  à 13 en 2000 puis à 11 en 2010 et enfin à 10 en 2020, soit une baisse de 33 % en 32 ans. Le même mouvement est observé à l'échelle du département qui a perdu pendant cette période 60 % de ses exploitations,. La surface agricole utilisée sur la commune a également diminué, passant de 230 ha en 1988 à 170 ha en 2020. Parallèlement la surface agricole utilisée moyenne par exploitation a augmenté, passant de 15 à 17 ha.

## Culture locale et patrimoine

### Lieux et monuments
- Château de La Coste (XIVe et XVIIe siècles)[43] inscrit au titre des monuments historiques depuis 1961[44]
- Église Saint-Hilaire de Grézels avec son orgue classé aux monuments historique restauré par Alain Leclère en 1983, inscrit au titre des monuments historiques[45].
- Église Saint-Jean de Saint-Jean-de-Grézels. L'édifice est référencé dans la base Mérimée et à l'Inventaire général Région Occitanie[46].

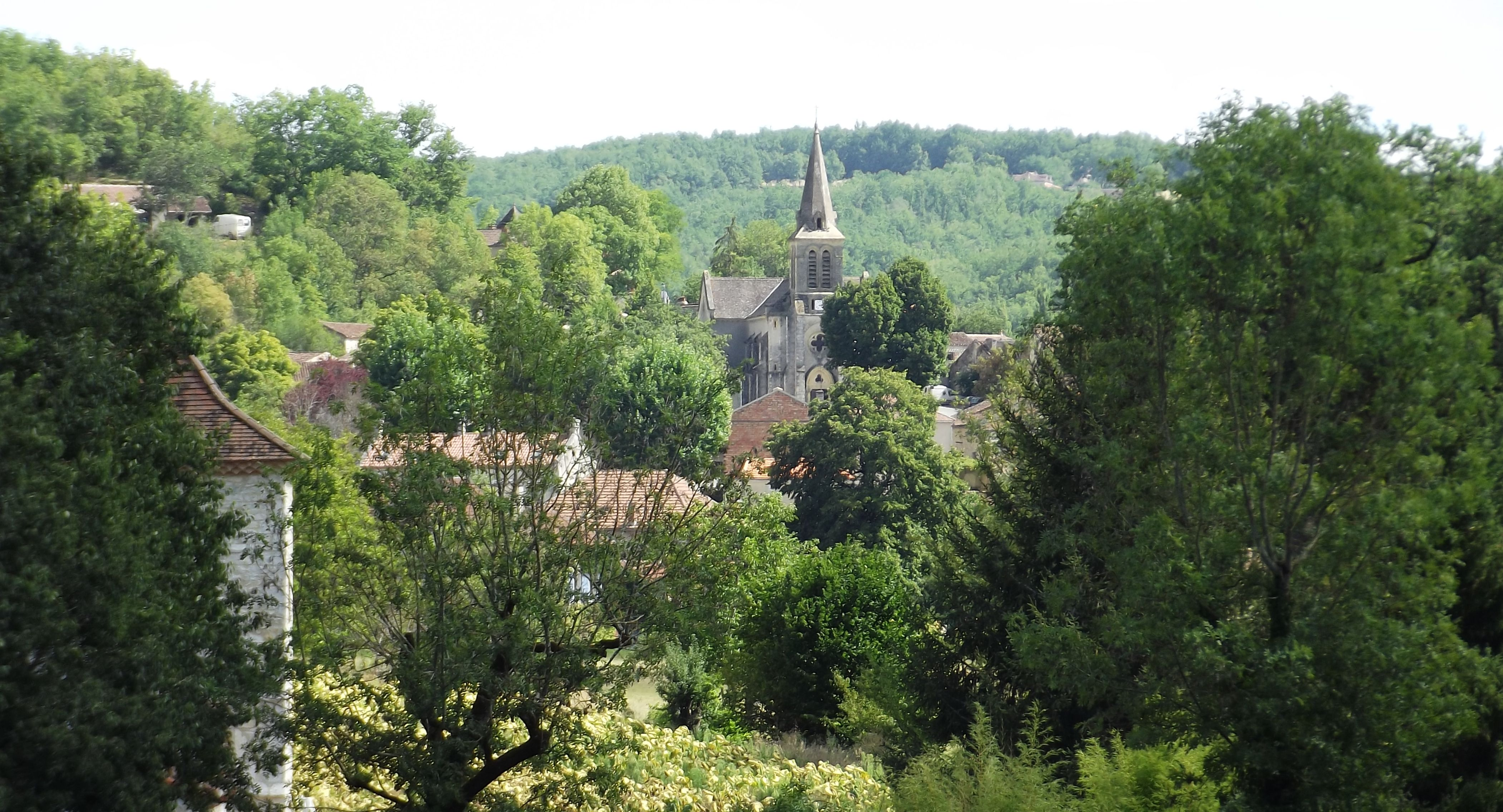
Village et église Saint-Hilaire.
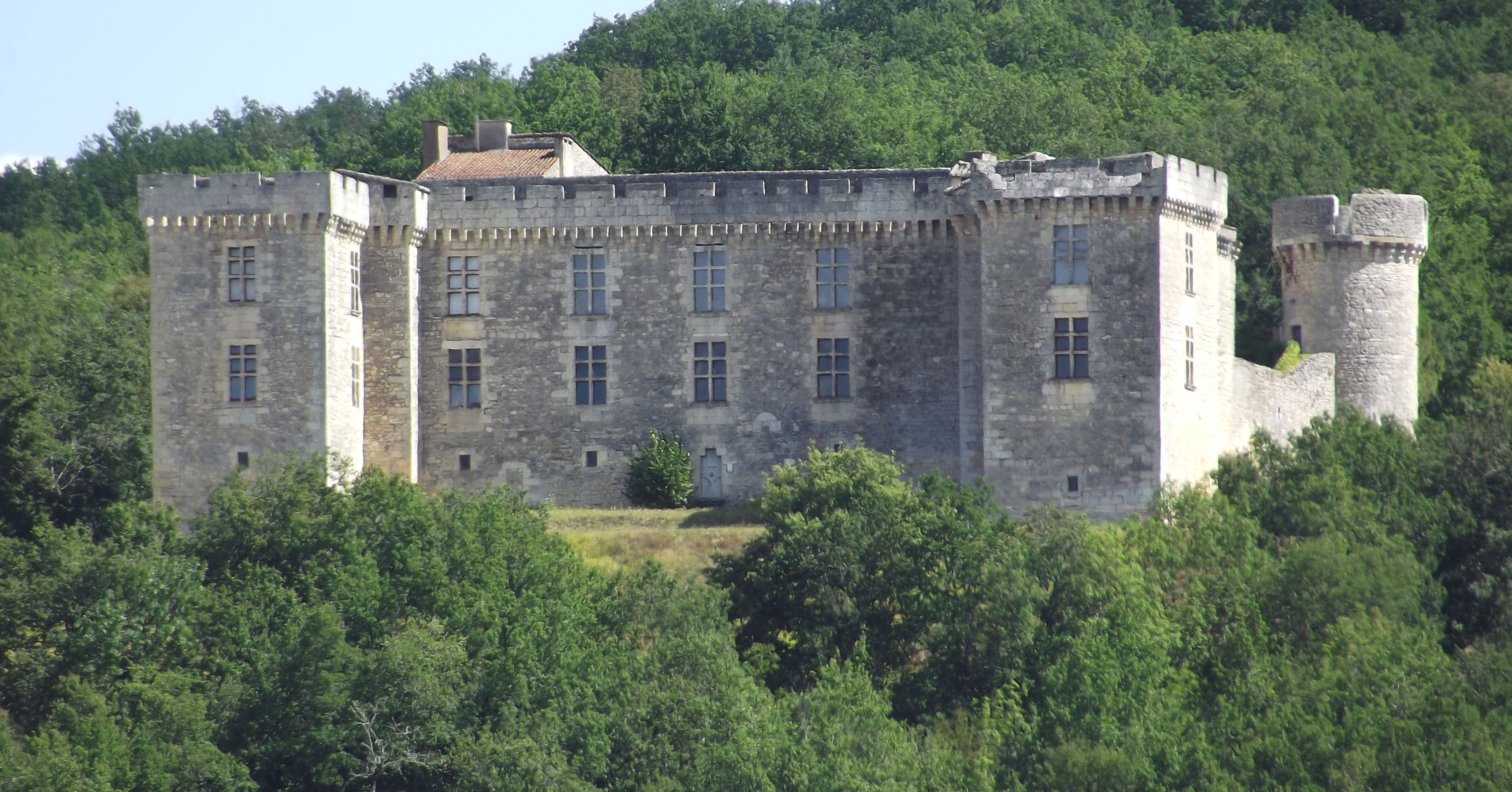
Château de la Coste.
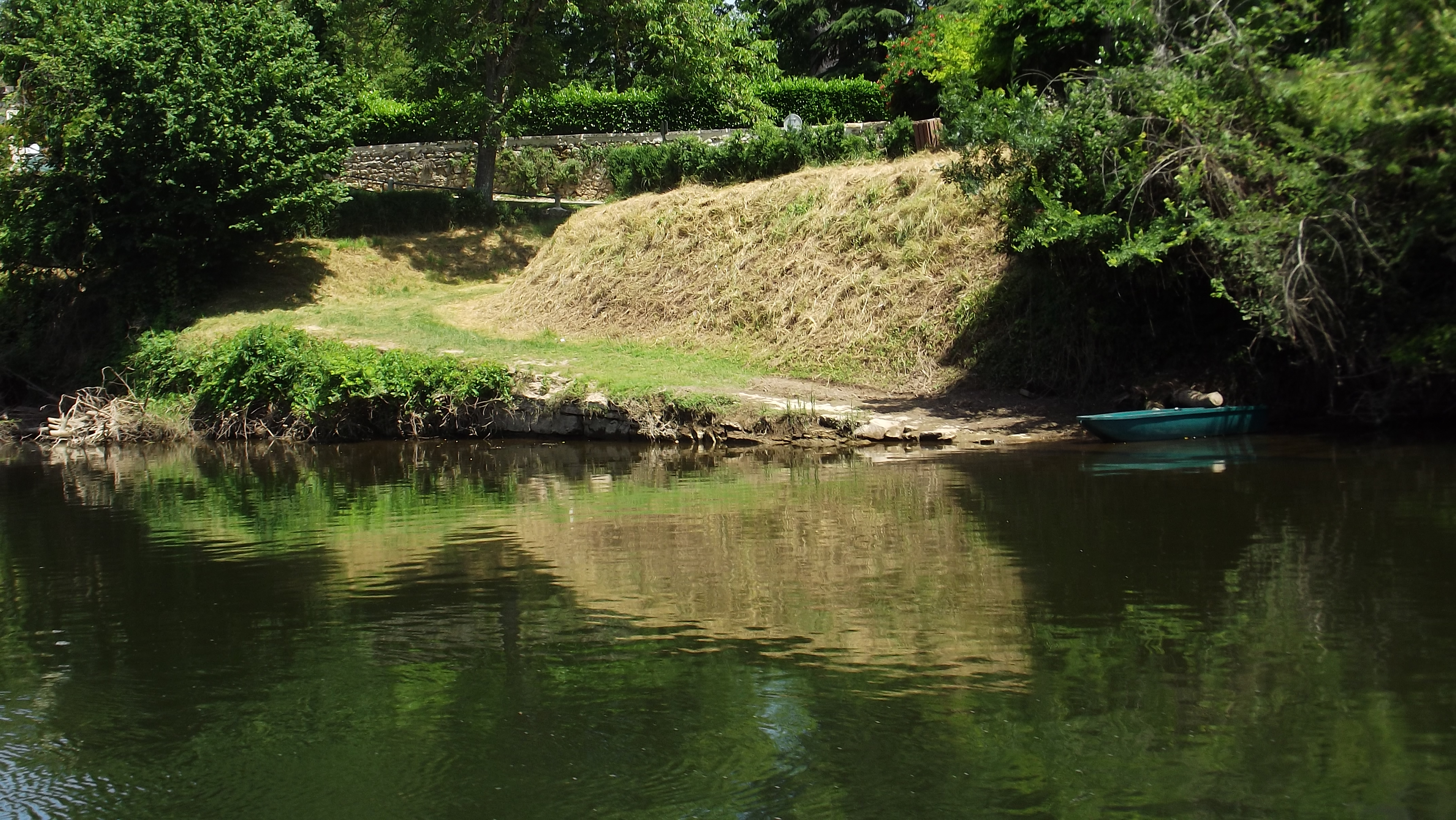
La cale du Port de Grézels.

### Personnalités liées à la commune
- Alain Leclère qui y a restauré l'orgue.

### Héraldique
Pour un article plus général, voir Armorial des communes du Lot.
| Blason de Grézels | Blason  | De gueules au chevron d'or chargé d'un soleil du champ, accompagné en chef de deux roses d'argent et en pointe d'une branche d'or posée en pal et mouvant de la pointe. |
| Blason de Grézels | Détails | Présent sur le site Internet de la commune. |

## Pour approfondir

#### Site de l'Insee
1. ↑  « La grille communale de densité », sur le site de l'Insee, 28 mai 2024 (consulté le 28 juin 2024).
2. ↑  Insee, « Métadonnées de la commune de Grézels ».
3. ↑  « Base des aires d'attraction des villes 2020. », sur le site de l'Insee, 21 octobre 2020 (consulté le 28 juin 2024).
4. ↑  Marie-Pierre de Bellefon, Pascal Eusebio, Jocelyn Forest, Olivier Pégaz-Blanc et Raymond Warnod (Insee), « En France, neuf personnes sur dix vivent dans l’aire d’attraction d’une ville », sur le site de l'Insee, 21 octobre 2020 (consulté le 28 juin 2024).
5. ↑  « REV T1 - Ménages fiscaux de l'année 2018 à Grézels » (consulté le 5 février 2022).
6. ↑  « REV T1 - Ménages fiscaux de l'année 2018 dans le Lot » (consulté le 5 février 2022).
7. 1 2  « Emp T1 - Population de 15 à 64 ans par type d'activité en 2018 à Grézels » (consulté le 5 février 2022).
8. ↑  « Emp T1 - Population de 15 à 64 ans par type d'activité en 2018 dans le Lot » (consulté le 5 février 2022).
9. ↑  « Emp T1 - Population de 15 à 64 ans par type d'activité en 2018 dans la France entière » (consulté le 5 février 2022).
10. ↑  « Base des aires d'attraction des villes 2020 », sur site de l'Insee (consulté le 10 avril 2021).
11. ↑  « Emp T5 - Emploi et activité en 2018 à Grézels » (consulté le 5 février 2022).
12. ↑  « ACT T4 - Lieu de travail des actifs de 15 ans ou plus ayant un emploi qui résident dans la commune en 2018 » (consulté le 5 février 2022).
13. ↑  « ACT G2 - Part des moyens de transport utilisés pour se rendre au travail en 2018 » (consulté le 5 février 2022).
14. ↑  « DEN T5 - Nombre d'établissements par secteur d'activité au 31 décembre 2019 à Grézels » (consulté le 14 février 2022).
15. ↑  « DEN T5 - Nombre d'établissements par secteur d'activité au 31 décembre 2019 dans le Lot » (consulté le 14 février 2022).

#### Autres sources
1. ↑  Carte IGN sous Géoportail
2. ↑  Répertoire géographique des communes, publié par l'Institut national de l'information géographique et forestière, [lire en ligne].
3. 1 2  Daniel Joly, Thierry Brossard, Hervé Cardot, Jean Cavailhes, Mohamed Hilal et Pierre Wavresky, « Les types de climats en France, une construction spatiale », Cybergéo, revue européenne de géographie - European Journal of Geography, no 501,‎ 18 juin 2010 (DOI 10.4000/cybergeo.23155, lire en ligne, consulté le 14 novembre 2023)
4. ↑  « Zonages climatiques en France métropolitaine. », sur pluiesextremes.meteo.fr (consulté le 14 novembre 2023).
5. ↑  « Orthodromie entre Grézels et Anglars-Juillac », sur fr.distance.to (consulté le 14 novembre 2023).
6. ↑  « Station Météo-France « Anglars » (commune d'Anglars-Juillac) - fiche climatologique - période 1991-2020 », sur donneespubliques.meteofrance.fr (consulté le 14 novembre 2023).
7. ↑  « Station Météo-France « Anglars » (commune d'Anglars-Juillac) - fiche de métadonnées. », sur donneespubliques.meteofrance.fr (consulté le 14 novembre 2023).
8. ↑  « Climadiag Commune : diagnostiquez les enjeux climatiques de votre collectivité. », sur meteofrance.fr, novembre 2022 (consulté le 14 novembre 2023).
9. ↑  « Liste des ZNIEFF de la commune de Grézels », sur le site de l'Inventaire national du patrimoine naturel (consulté le 2 septembre 2021).
10. ↑  « ZNIEFF le « cours inférieur du Lot » - fiche descriptive », sur le site de l'inventaire national du patrimoine naturel (consulté le 2 septembre 2021).
11. ↑  « ZNIEFF les « pelouses sèches du pech Carlat et prairies humides du Saint-Matré » - fiche descriptive », sur le site de l'inventaire national du patrimoine naturel (consulté le 2 septembre 2021).
12. ↑  « ZNIEFF le « plateau de Floressas, combe de Lagard Basse, coteaux attenants et coteaux de Grézels » - fiche descriptive », sur le site de l'inventaire national du patrimoine naturel (consulté le 2 septembre 2021).
13. ↑  « CORINE Land Cover (CLC) - Répartition des superficies en 15 postes d'occupation des sols (métropole). », sur le site des données et études statistiques du ministère de la Transition écologique. (consulté le 14 avril 2021).
14. 1 2 3  « Les risques près de chez moi - commune de Grézels », sur Géorisques (consulté le 17 octobre 2022).
15. ↑  BRGM, « Évaluez simplement et rapidement les risques de votre bien », sur Géorisques (consulté le 13 septembre 2022).
16. ↑  DREAL Occitanie, « CIZI », sur occitanie.developpement-durable.gouv.fr (consulté le 13 septembre 2022).
17. ↑  « Dossier départemental des risques majeurs dans le Lot », sur lot.gouv.fr (consulté le 13 septembre 2022), partie 1 -  chapitre Risque inondation.
18. ↑  « Dossier départemental des risques majeurs dans le Lot », sur lot.gouv.fr (consulté le 13 septembre 2022).
19. ↑  « Dossier départemental des risques majeurs dans le Lot », sur lot.gouv.fr (consulté le 13 septembre 2022), chapitre Mouvements de terrain.
20. 1 2  « Liste des cavités souterraines localisées sur la commune de Grézels », sur georisques.gouv.fr (consulté le 13 septembre 2022).
21. ↑  « Retrait-gonflement des argiles », sur le site de l'observatoire national des risques naturels (consulté le 13 septembre 2022).
22. ↑  Article R214-112 du code de l’environnement
23. ↑  « barrage de Grandval », sur barrages-cfbr.eu (consulté le 13 septembre 2022).
24. ↑  « barrage de Sarrans », sur barrages-cfbr.eu (consulté le 13 septembre 2022).
25. ↑  « Dossier départemental des risques majeurs dans le Lot », sur lot.gouv.fr (consulté le 13 septembre 2022), chapitre Risque rupture de barrage.
26. ↑  Gaston Bazalgues, À la découverte des noms de lieux du Quercy : Toponymie lotoise, Gourdon, Éditions de la Bouriane et du Quercy, juin 2002, 127 p. (ISBN 2-910540-16-2), p. 112.
27. ↑  A vau Lot, Jacques Roger, Pradines, édité par lui-même, 2001
28. ↑  art L. 2121-2 du code général des collectivités territoriales.
29. ↑  « Résultats des élections municipales et communautaires 2014 », sur interieur.gouv.fr (consulté le 10 septembre 2020).
30. ↑  « Les maires de Grézels », sur Site francegenweb, 19 février 2011 (consulté le 5 février 2017).
31. ↑  L'organisation du recensement, sur insee.fr.
32. ↑  Calendrier départemental des recensements, sur insee.fr.
33. ↑  Des villages de Cassini aux communes d'aujourd'hui sur le site de l'École des hautes études en sciences sociales.
34. ↑  Fiches Insee - Populations de référence de la commune pour les années 2006, 2007, 2008, 2009, 2010, 2011, 2012, 2013, 2014, 2015, 2016, 2017, 2018, 2019, 2020, 2021 et 2022.
35. 1 2 3 4 5  INSEE, « Population selon le sexe et l'âge quinquennal de 1968 à 2012 (1990 à 2012 pour les DOM) », sur insee.fr, 15 octobre 2015 (consulté le 10 janvier 2016).
36. ↑  INSEE, « Populations légales 2006 des départements et des collectivités d'outre-mer », sur insee.fr, 1er janvier 2009 (consulté le 8 janvier 2016).
37. ↑  INSEE, « Populations légales 2009 des départements et des collectivités d'outre-mer », sur insee.fr, 1er janvier 2012 (consulté le 8 janvier 2016).
38. ↑  INSEE, « Populations légales 2013 des départements et des collectivités d'outre-mer », sur insee.fr, 1er janvier 2016 (consulté le 8 janvier 2016).
39. ↑  « Les régions agricoles (RA), petites régions agricoles(PRA) - Année de référence : 2017 », sur agreste.agriculture.gouv.fr (consulté le 14 février 2022).
40. ↑  Présentation des premiers résultats du recensement agricole 2020, Ministère de l’agriculture et de l’alimentation, 10 décembre 2021
41. 1 2  « Fiche de recensement agricole - Exploitations ayant leur siège dans la commune de Grézels - Données générales », sur recensement-agricole.agriculture.gouv.fr (consulté le 14 février 2022).
42. ↑  « Fiche de recensement agricole - Exploitations ayant leur siège dans le département du Lot » (consulté le 14 février 2022).
43. ↑  Yves Bruand, Le château de La Coste à Grézels, p.325-331, dans Congrès archéologique de France. 147e session. Quercy. 1989, Société française d'archéologie, Paris, 1993
44. ↑  « Château de La Coste », notice no PA00095107, sur la plateforme ouverte du patrimoine, base Mérimée, ministère français de la Culture.
45. ↑  « Orgue », notice no PM46000165, sur la plateforme ouverte du patrimoine, base Mérimée, ministère français de la Culture.
46. ↑  « Église paroissiale Saint-Jean », sur pop.culture.gouv.fr (consulté le 2 juin 2021).
47. ↑  Armorial de France, p. 20835.